# Coppa Desafío 2016
La Coppa Desafío 2016 si è svolta dal 22 al 23 gennaio 2016: al torneo hanno partecipato quattro squadre di club argentine e la vittoria finale è andata per la prima volta al Gigantes del Sur.

## Regolamento
Il torneo prevede la partecipazione dei quattro club meglio classificati al termine del weekend 5 della Liga Argentina de Voleibol nella stagione corrente, che non siano già qualificati al campionato sudamericano per club e al Torneo Pre Sudamericano. I quattro club si affrontano in semifinali e finale in gara unica, accoppiati col metodo della serpentina.

## Squadre partecipanti
| Squadra             | Qualificazione                   | Ultima partecipazione |
| ------------------- | -------------------------------- | --------------------- |
| Alianza Jesús María | 9ª in Liga Argentina de Voleibol | Debutto               |
| Gigantes del Sur    | 7ª in Liga Argentina de Voleibol | Debutto               |
| La Unión de Formosa | 6ª in Liga Argentina de Voleibol | Debutto               |
| Pilar               | 8ª in Liga Argentina de Voleibol | Debutto               |

## Torneo
|  | Semifinali          | Semifinali          | Semifinali       |                  |                     | Finale              | Finale | Finale |  |
|  |                     |                     |                  |                  |                     |                     |        |        |  |
|  | La Unión de Formosa | La Unión de Formosa | 3                |                  |                     |                     |        |        |  |
|  | La Unión de Formosa | La Unión de Formosa | 3                |                  |                     |                     |        |        |  |
|  | Alianza Jesús María | Alianza Jesús María | 0                |                  |                     |                     |        |        |  |
|  | Alianza Jesús María | Alianza Jesús María | 0                |                  | La Unión de Formosa | La Unión de Formosa | 2      |        |  |
|  |                     |                     |                  |                  | La Unión de Formosa | La Unión de Formosa | 2      |        |  |
|  |                     |                     | Gigantes del Sur | Gigantes del Sur | 3                   |                     |        |        |  |
|  | Pilar               | Pilar               | Gigantes del Sur | Gigantes del Sur | 3                   | 1                   |        |        |  |
|  | Pilar               | Pilar               |                  |                  |                     |                     |        |        |  |
|  | Gigantes del Sur    | Gigantes del Sur    | 3                |                  |                     |                     |        |        |  |

### Semifinali
| 22 gennaio 2016 Polideportivo Coop de Tortuguitas, Pilar Durata: ? - Spettatori: ? | La Unión de Formosa | 3 - 0 | Alianza Jesús María | 25-18, 25-23, 25-20        |
| 22 gennaio 2016 Polideportivo Coop de Tortuguitas, Pilar Durata: ? - Spettatori: ? | Pilar               | 1 - 3 | Gigantes del Sur    | 25-23, 22-25, 20-25, 25-27 |

### Finale
| 23 gennaio 2016 Polideportivo Coop de Tortuguitas, Pilar Durata: ? - Spettatori: ? | La Unión de Formosa | 2 - 3 | Gigantes del Sur | 25-21, 22-25, 25-23, 22-25, 10-15 |